# Лучанко Андрій Ігорович
Андрій Ігорович Лучанко (нар., м. Тернопіль, Україна) — український співак. Суперфіналіст п'ятого сезону шоу «Голос країни».

## Життєпис
Андрій Лучанко народився в місті Тернополі.
Музику любив з дитинства.
Закінчив юридичний факультет Тернопільський національний економічний університет (нині - Західноукраїнський національний університет), філософський факультет Київського національного університету ім. Т. Шевченка.
На проєкті «Х-фактор» презентував пісню «Небо падає», яку присвятив Героям Небесної Сотні та став учасником проєкту.

## Творчість
Співпрацює з Святославом Вакарчуком.
Зібрав гурт «Fireplace», з якими випустив кілька синглів та відеороботу на пісню «Не відпускай». В 2017 році покинув гурт та презентував свій новий проєкт LUKA.
У шоу «Танці з зірками» на каналі «1+1» співав для Надії Дорофєєвої, Ольги Полякової, Наталії Холоденко.
Мріє записати дует з Христиною Соловій.
Написав слова і музику до саундтреку серіалу «Біженка». Аранжування для саунтрека створив композитор Руслан Квінта.
|                   | Під час написання цієї пісні мене надихала історія головної героїні. Тендітна дівчина Надя в тяжкий для країни час бере відповідальність не тільки за своє життя, а й за майбутнє чужої дитини |
| — Андрій Лучанко, | |

Веде відеоблог з власним шоу на YouTube #LUKAШоу.
У вересні 2017 року презентує кліп на авторську пісню «Полети».